# Штрац, Карл Генрих
Карл Генрих Штрац (нем. Carl Heinrich Stratz; 14 июня 1858, Одесса — 21 апреля 1924, Гаага) — немецкий антрополог, анатом и врач. Стал известен тем, что писал книги об антропологии и анатомии в занимательной форме, описывал расовые различия, анализируя в качестве представителя расы исключительно женщину, поскольку она представляет род в более чистой форме. Карл Штрац попытался ответить на вопрос, что такое «раса».
Штрац был сыном богатого торговца из Одессы. Семья была родом из Зимонсвальда, его дед Себастьян иммигрировал в Россию при Екатерине II. Его брат Рудольф был известным в Германии писателем.
В 1877 году Штрац начал своё медицинское образование в университете Гейдельберга, затем продолжил обучение во Фрайбурге и с 1881 по 1882 год в Лейпциге. В августе 1883 получил в Гейдельберге докторскую степень с отличием. С 1883 по 1886 год он был помощником врача Карла Шрёдера в «Клиническом институте акушерства» Шарите в Берлине.
Публикации Штраца имели множество положительных рецензий, и сами работы были чрезвычайно успешными. К 1913 году его публикации, описывающие красоту женского тела, вышли в 22 изданиях, в 1941 году в 45 изданиях и находились они практически в любом музее или библиотеке. Одними из его самых известных работ являются работы об изучении пропорций тела детей и подростков.
Публикации Штраца о человеческой красоте, особенно о красоте женского тела были богато иллюстрированы, большей частью фотографиями обнажённых девушек и девочек разного происхождения. Фотографии принадлежали как самому Штрацу, так и его друзьям и коллегам.